# عباس لسانی
عباس لسانی (زادهٔ ۱۸ فوریه ۱۹۶۷، استان اردبیل) — فعال آذربایجانی، زندانی وجدان، شاعر و نویسنده
به دلیل فعالیت‌های خود از سال ۱۹۹۷ بارها دستگیر شده است. تنها در سال ۲۰۰۶ طی شش ماه چهار بار محاکمه شد و به ۳۰ ماه زندان، ۵۰ ضربه شلاق و ۳ سال تبعید محکوم شد. دلیل این محکومیت‌ها شرکت او در مراسم قلعه بابک در سال ۲۰۰۵، سالگرد انقلاب مشروطه، مراسم بر سر مزار باقرخان در تبریز، و حضور در روز اعتراضات کاریکاتور (اعتراضات خرداد ۱۳۸۵) در ماه مه ۲۰۰۶ بود.
در سال‌های بعد نیز بارها دستگیر و تحت فشار و تبعید قرار گرفت. سازمان‌ها، احزاب و فعالان مختلف بین‌المللی علیه بازداشت او بیانیه‌هایی صادر کرده‌اند. از سال ۲۰۰۷ توسط سازمان عفو بین‌الملل به عنوان زندانی وجدان شناخته شد. برای آزادی او، سازمان‌ها و فعالان متعددی اقدام به جمع‌آوری امضا و برگزاری اعتراضات کرده‌اند. او برای دفاع از حقوق خود و سایر زندانیان، چندین بار دست به اعتصاب غذا زده است. در فوریه ۲۰۲۳ از زندان اردبیل آزاد و به شهر یزد تبعید شد. با این حال، او اعلام کرده است که بی‌گناه است و از حکم تبعید پیروی نکرده و به شهر اردبیل بازگشته است.

## زندگی

### زندگی و فعالیت‌های اولیه
عباس فرزند اسد لسانی در سال ۱۹۶۸ در اردبیل به دنیا آمد .
از سال ۱۹۹۷ به دلیل فعالیت‌های خود بارها دستگیر شد. او در ۲۵ اوت ۲۰۰۳ به دلیل شرکت در کنگره قلعه بابک دستگیر شد . در ۱۸ سپتامبر ۲۰۰۳ با پرداخت وثیقه‌ای به مبلغ ۵۰ میلیون ریال آزاد شد .
در ژوئن ۲۰۰۴، نمایندگان دولت ارمنستان به منظور همکاری اقتصادی و سرمایه‌گذاری به اردبیل آمدند . پس از کشف اینکه در میان هیئت ارمنستانی، نمایندگانی از مناطق اشغالی قره‌باغ جمهوری آذربایجان حضور دارند، مردم محلی اعتراض کردند . آن‌ها در مسجد سرچشمه اردبیل اعلام تحصن کردند . عباس لسانی در ۲۲ ژوئن ۲۰۰۴ به دلیل شرکت در تحصن مسجد سرچشمه اردبیل دستگیر شد . نیروهای امنیتی که به مسجد حمله کردند، عباس لسانی را کتک زدند و با پتو دهان و بینی او را پوشاندند تا از هوش رفت . در نتیجه این ضرب و شتم، چندین دنده و بینی او شکست و ریه چپ و کلیه چپ او آسیب دید . او سپس به مدت دو روز در مکانی نامعلوم در سلولی انفرادی نگهداری شد. پس از انتقال به شعبه هفتم دادگاه انقلاب اردبیل، حکم نگهداری او برای یک ماه دیگر صادر شد. پس از آن، لسانی در زندان اردبیل در سلولی انفرادی نگهداری شد. او بارها برای دریافت کمک پزشکی درخواست کرد و حتی برای آن دست به اعتصاب غذا زد، اما درخواست او برآورده نشد. در ۲۲ ژوئیه ۲۰۰۴، با پرداخت وثیقه‌ای به مبلغ ۲۰۰ میلیون ریال آزاد شد. بعدها او به پرداخت ۸۰۰ هزار ریال جریمه و ۱۵ ضربه شلاق به اتهام "برهم زدن نظم عمومی" محکوم شد.
در سال ۲۰۰۵، او به دلیل شرکت در مراسم سالگرد انقلاب مشروطه بر سر مزار باقرخان در تبریز دستگیر شد. در ۶ اوت، شعبه اول دادگاه انقلاب اردبیل، حکم تبعید یک‌ساله عباس لسانی به خوزستان را صادر کرد. او به پان‌ترکیسم، فعالیت علیه امنیت ملی، تبلیغ علیه نظام و انتشار تقویم به زبان ترکی متهم شد. عباس لسانی علیه این حکم به دادگاه تجدیدنظر شکایت کرد. ابتدا پرونده او به دیوان عالی تهران و سپس برای تجدیدنظر به کلیبر فرستاده شد. در اینجا، دادگاه حکم تبعید یک‌ساله او را لغو و او را به یک سال حبس محکوم کرد.

### سال های ۲۰۰۶ الی ۲۰۱۴
در تاریخ ۲۷ می ۲۰۰۶ در جریان اعتراضات ۱ خرداد ۱۳۸۵، در اردبیل در تجمعی که ده‌ها هزار نفر شرکت کرده بودند، عباس لسانی نیز حضور داشت. در اینجا درگیری بین نیروهای پلیس و معترضان آغاز می‌شود و به سمت معترضان تیراندازی می‌شود. تعداد زیادی از افراد به شدت مجروح می‌شوند و حداقل ۱۵۰ نفر دستگیر می‌شوند. پلیس‌ها قصد داشتند عباس لسانی را نیز دستگیر کنند، اما معترضان مقاومت کرده و مانع دستگیری عباس لسانی می‌شوند. پس از آن، در تاریخ ۳ ژوئن ۲۰۰۶ به دلیل شرکت در روز اعتراضات خرداد، او را دستگیر می‌کنند. ۳۰ نفر از افراد لباس شخصی بدون ارائه حکم، به خانه او حمله کرده و در مقابل چشمان فرزندان و همسرش، عباس لسانی را با ضرب و شتم دستگیر می‌کنند. علاوه بر این، آن‌ها کتاب‌ها، تلفن‌های همراه، یک کامپیوتر و دیسک‌های ویدیویی مختلف موجود در خانه را نیز با خود برده‌اند. تا تاریخ ۷ ژوئن، هیچ‌کس از محل نگهداری او خبر نداشت. اما در ۷ ژوئن، پس از اینکه به او اجازه تماس تلفنی با خانواده‌اش داده شد، او اطلاع داد که در زندان اردبیل در یک سلول انفرادی نگهداری می‌شود و اعتصاب غذا را آغاز کرده است. پس از ۵۸ روز اعتصاب غذا، چون به او اجازه ملاقات با خانواده‌اش داده شد، در تاریخ ۳۰ ژوئیه اعتصاب غذای خود را متوقف کرد.
در سپتامبر ۲۰۰۶، در مقابل دادگاه اردبیل تظاهراتی با درخواست آزادی زندانیان سیاسی برگزار شد. در این تظاهرات چند نفر از جمله فضایل عزیزیان دستگیر شدند. همسر او، کبری قربان‌زاده، که برای ملاقات با همسرش به زندان رفته بود، نیز به دلیل شرکت در تظاهرات بازداشت شد. به دلیل دستگیری ناعادلانه‌ی کبری قربان‌زاده که ۳ ماهه باردار بود، فضایل عزیزیان اعلان اعتصاب غذا کرد. سایر زندانیان نیز برای حمایت از آن‌ها به این اعتصاب پیوستند. عباس لسانی نیز با اینکه ۴ روز تا آزادی‌اش باقی مانده بود، در ۲۲ سپتامبر اعتصاب غذا را آغاز کرد. پس از آزادی کبری قربان‌زاده، اعتصاب‌کنندگان اعتصاب غذای خود را متوقف کردند.
یک روز پس از آزادی‌اش، در تاریخ ۲۷ سپتامبر ۲۰۰۶ به دلیل شرکت در روز اعتراضات ۱ خرداد ۸۵، دادگاه اردبیل او را به ۱۶ ماه حبس و ۵۰ ضربه شلاق محکوم کرد. عباس لسانی در تاریخ ۲۶ اکتبر ۲۰۰۶ به این حکم اعتراض کرد و درخواست تجدیدنظر داد. در تاریخ ۳۱ اکتبر ۲۰۰۶، عباس لسانی دوباره دستگیر شد. در ۱ ژانویه ۲۰۰۷، او به دلیل فشارهای مسئولان ایرانی بر خانواده‌اش و همچنین عدم اعطای مرخصی کوتاه‌مدت که به سایر زندانیان داده می‌شد، اعتصاب غذا کرد. از ۱۸ ژانویه، برای اعمال فشار بیشتر، او را در یک سلول انفرادی و بدون گرمایش در زمستان نگهداری کردند. با این حال، او به اعتصاب غذای خود ادامه داد.
در مارس ۲۰۰۷، برای تحت فشار قرار دادن عباس لسانی و فعال سیاسی بهروز علیزاده، آن‌ها را به بند ۷ که مخصوص نگهداری قاچاقچیان اسلحه و مواد مخدر بود، منتقل کردند.
در دوران زندان، تحت آزار و اذیت قرار گرفت. در سلول‌های زندانی که او در آن نگهداری می‌شد، دوربین‌های مخفی نصب شد، و هر حرکت او تحت نظر بود. به زندانیانی که با عباس لسانی صحبت می‌کردند یا در ارتباط بودند، مجازات‌های سنگینی داده شد تا همه را از او جدا کنند. در ماه مه ۲۰۰۷، عباس لسانی در پیامی از زندان، به مناسبت سالگرد اعتراضات خرداد ۸۵، بر اهمیت مبارزه مشترک علیه نقض حقوق و سرکوب‌ها تأکید کرده و مردم را به شرکت در تظاهرات دعوت کرد. در ۴ مارس ۲۰۰۸، از زندان اردبیل به زندان یزد منتقل شد. در ۱۰ سپتامبر ۲۰۰۸، در مراسم افطار در خانه صیاد محمدیان در تهران شرکت کرد. در حمله‌ای که توسط مأموران اطلاعات ایران به این مهمانی صورت گرفت، ۱۷ نفر دستگیر شدند. از جمله دستگیرشدگان، همسر و ۳ فرزند عباس لسانی بودند. در ۲۹ اکتبر ۲۰۰۸ آزاد شد. در دسامبر ۲۰۰۹، او در مراسم تشییع جنازه چنگیز بختاور شرکت کرد. در پایان مراسم تشییع، ۵۰ تا ۶۰ نفر از مأموران امنیتی ایران که لباس سیاه به تن‌ داشتند به شرکت‌کنندگان در مراسم حمله کرده و آن‌ها را مورد ضرب و شتم قرار دادند. عباس لسانی نیز از جمله کسانی بود که مورد ضرب و شتم قرار گرفتند. ۲۰ نفر دیگر نیز دستگیر شدند. قبل از تشییع جنازه، چندین فعال آذربایجانی توسط مأموران اطلاعات ایران تماس گرفته شده و از آن‌ها خواسته شد که در مراسم شرکت نکنند. علاوه بر این، پس از مراسم، با عباس لسانی تماس گرفتند و به او گفته شد که اگر تبریز را ترک نکند، جنازه او به اردبیل فرستاده خواهد شد.
در سال ۲۰۱۱، در شهرهایی که ترک‌های آذربایجانی زندگی می‌کنند، چندین تظاهرات علیه خشک شدن دریاچه ارومیه برگزار شد. پس از این تظاهرات‌ها، در شهر اردبیل ده‌ها فعال دستگیر شدند. عباس لسانی پس از شرکت در تظاهراتی که در ۳ سپتامبر در اردبیل درباره وضعیت زیست‌محیطی دریاچه ارومیه برگزار شد، در تاریخ ۹ سپتامبر در محل کار خود بازداشت شد. خانه او مورد بازرسی قرار گرفت و کامپیوتر، کتاب‌ها، چندین دست‌نوشته و وسایل شخصی او مصادره شدند. پس از بازداشت او، نزدیکانش برای چندین روز هیچ خبری از وضعیت او نداشتند[44]. عباس لسانی با اعتراض به غیرقانونی بودن بازداشتش، دست به اعتصاب غذا زد. پس از آن، سایر فعالان که به دلیل شرکت در تظاهرات اخیر بازداشت شده بودند، نیز به اعتصاب غذا پیوستند. همسر عباس لسانی، رقیه علی‌زاده، به مدت ۲ هفته تلاش کرد تا برای او وکیل بگیرد، اما به او اجازه داده نشد. وقتی رقیه علی‌زاده برای گرفتن وکیل به دادگاه انقلاب اردبیل مراجعه کرد، با برخورد خشن مسئولان مواجه شد. سپس مأموران اطلاعات او را تهدید کردند که اگر دوباره به اداره مراجعه کند، بازداشت خواهد شد. همچنین به او هشدار داده شد که نباید هیچ اطلاعاتی درباره وضعیت عباس لسانی به رسانه‌های داخلی یا خارجی بدهد. عباس لسانی پس از ۱۶ روز اعتصاب غذای خود را متوقف کرد. او با همسرش تماس گرفت و گفت که اگر اتفاقی برایش بیفتد، ربطی به اعتصاب غذا نخواهد داشت. او به مدت دو ماه به‌طور غیرقانونی در یک سلول انفرادی نگهداری شد. خانواده‌های جوانانی که در جریان تظاهرات دریاچه ارومیه در اردبیل دستگیر شده بودند، به "اطلاعات" فراخوانده شدند. برخی از آن‌ها مجبور شدند که شکایت‌نامه‌ای علیه عباس لسانی بنویسند. در تاریخ ۷ نوامبر ۲۰۱۱، عباس لسانی با حکم دادگاه انقلاب اردبیل و با وثیقه‌ای به مبلغ ۱۰۰ هزار دلار آمریکا آزاد شد.

### سال های ۲۰۱۴ الی ۲۰۱۷
در تاریخ ۲۰ فوریه ۲۰۱۴ میلادی، فعالان که در شهرهای مختلف آذربایجان جنوبی زندگی می‌کنند، در خانه اکبر ابوالزاده در اهر به مناسبت روز جهانی زبان مادری گرد هم آمدند. قبل از پایان مراسم، مأموران ارگان‌های امنیتی ایران وارد خانه شده و قصد داشتند صاحب خانه را بازداشت کنند. اما به دلیل عدم ارائه حکم قضایی، بین مأموران و فعالان درگیری رخ داد. پس از آن، ۲۰ خودروی پلیس به محل حادثه رسیدند و تمامی بیش از ۱۰۰ نفر شرکت‌کننده را بازداشت کردند. برخی از بازداشت‌شدگان چند ساعت بعد آزاد شدند، اما برخی دیگر برای مدت طولانی‌تری در بازداشت ماندند و مورد ضرب و شتم و توهین قرار گرفتند. در میان بازداشت‌شدگان، عباس لسانی، صالح ملاعباسی، ابراهیم ساوالان، ابراهیم نوری، بهزاد عبدی، اکبر ابوالزاده و عباس نظری به زندان اطلاعات منتقل شدند. در آنجا، همراه با عباس لسانی، چند نفر دیگر مورد شکنجه قرار گرفتند. بعداً آنها در این خصوص نامه‌ای به دادستانی اهر نوشتند.
در آوریل ۲۰۱۵، دادگاه انقلاب اردبیل عباس لسانی را به دلیل "همکاری منظم با گروه‌های جدایی‌طلب مقیم خارج و گوناز تی‌وی" و نوشتن مقاله‌ای که در آن از ضرورت رژیم سکولار صحبت کرده بود، به "تبلیغ علیه رژیم" متهم کرده و به یک سال زندان محکوم کرد.
در جولای ۲۰۱۵ میلادی، ۳۰۰ فعال ترک از آذربایجان جنوبی بیانیه‌ای در حمایت از اویغورها امضا کردند. در این بیانیه که عباس لسانی، حسن دمیرچی، حسن رشیدی، اکبر آزاد و عبدالعزیز عظیمی قدیم نیز امضا کرده بودند، از وکلای جمهوری آذربایجان، ترکیه و ایران خواسته شد که مشکلات اویغورها را به دادگاه‌های بین‌المللی ارجاع دهند.
در ۲۲ جولای ۲۰۱۵ -میلادی، عباس لسانی در حالی که از خانه به محل کار خود می‌رفت، بازداشت شد. پس از بازداشت، او را به عنوان ابزار فشار به بخش ۷ زندان اردبیل که محل نگهداری زندانیان معتاد به مواد مخدر و متهم به جرایم جنایی بود، منتقل کردند. پس از انتقال لسانی به بخش ۷، هواخوری زندانیان بسته شد، دستگاه‌های تلفن قطع شدند و ملاقات با خانواده‌ها ممنوع گردید. در ۲۵ جولای، عباس لسانی به دلیل نقض حقوق زندانیان و اعتراض به واگذاری گردنه حیران به استان گیلان دست به اعتصاب غذا زد. در ۲۶ جولای، نیروهای ویژه در بخش ۷ زندان اردبیل به عباس لسانی تهدید و فشار فیزیکی وارد کردند. سپس دو زندانی بلوچ که از لسانی حمایت کرده و از او دفاع کرده بودند را نیز کتک زدند. در دوران بازداشت، عباس لسانی تهدید به تبعید شد. در سپتامبر ۲۰۱۵ میلادی، به دلیل عدم اجازه ملاقات با خانواده، اعتصاب غذای دیگری را آغاز کرد. به او تهدید شد که در صورت ادامه اعتصاب، به زندانی دورافتاده تبعید خواهد شد.
در سال ۲۰۱۵ میلادی، پس از پخش برنامه کودک "فیتیله" که در شبکه دولتی ایران به ترک‌های آذربایجانی‌ توهین کرده بود، از ۹ نوامبر ۲۰۱۵ میلادی در شهرهای مختلف ایران، اعتراضات ترک‌های آذربایجان آغاز شد. در حمایت از این اعتراضات، عباس لسانی در زندان نیز دست به اعتصاب غذا زد. پس از آن، او را از زندان اردبیل به زندان عادل‌آباد شیراز تبعید کردند. علی‌رغم تبعید، او در آنجا نیز به اعتصاب غذای خود ادامه داد.
در دسامبر ۲۰۱۵ میلادی، ۱۰۴۶ فعال ترک از ایران و جنوب آذربایجان بیانیه‌ای در حمایت از ترکمان‌های سوریه که در کشتار بودند، امضا کردند. عباس لسانی نیز یکی از امضاکنندگان این بیانیه بود.
در سال ۲۰۱۶ میلادی، یورش مهرعلی‌ بیگلو، حسین علی محمدی، مرتضی مرادپور، رسول رضوی که در زندان تبریز زندانی بودند، و عباس لسانی که به زندان شیراز تبعید شده بود، به مناسبت روز جهانی زبان مادری، از ۱۹ تا ۲۱ فوریه دست به اعتصاب غذا زدند. آنها این اعتصاب را به نشانه اعتراض به عدم امکان تحصیل به زبان ترکی آذربایجانی در ایران برگزار کردند.
در ۱۸ می ۲۰۱۶ میلادی، علی‌رغم پایان دوره زندان عباس لسانی، او را آزاد نکردند. در اعتراض به این موضوع، او در ۱۹ می اعتصاب غذای دیگری را آغاز کرد. در همان روز، یورش مهرعلی‌ بیگلو، رسول رضوی، حسین علی محمدی، مرتضی مرادپور، لطیف حسنی و چندین فعال دیگر که در زندان‌های مرکزی تبریز، اردبیل و رجایی‌شهر کرج بودند نیز دست به اعتصاب غذا زدند و حمایت خود را از لسانی اعلام کردند. در ۲۵ می ۲۰۱۶ میلادی، عباس لسانی به صورت موقت با قرار وثیقه آزاد شد.
در ۷ نوامبر ۲۰۱۶ میلادی، عباس لسانی بار دیگر در دادگاه محاکمه و به زندان مرکزی شهرستان خیاو (مشکین شهر) منتقل شد. دلیل این بازداشت، سخنرانی او در مراسم عروسی آیدین ذاکری بود. دادگاه انقلاب مشگین‌شهر او را به خاطر این سخنرانی به پان‌ترکیسم و تبلیغ علیه رژیم متهم کرد. عباس لسانی که این بازداشت را بی‌اساس می‌دانست، درخواست تجدید نظر کرد. در سال ۲۰۱۷ میلادی، دادگاه تجدیدنظر اردبیل حکم اولیه را لغو کرد و حکم به آزادی این فعال برجسته داد.
در آگوست ۲۰۱۷ میلادی، ۴۰ فعال حقوق ترک به دادگاه اهر فراخوانده شدند. عباس لسانی و دیگر فعالان به طور دسته‌جمعی محاکمه شدند. در اکتبر ۲۰۱۷ میلادی، عباس لسانی بار دیگر به دادگاه فراخوانده شد.

### سال های ۲۰۱۸ الی ۲۰۲۰
عباس لسانی در ۲ ژوئیه ۲۰۱۸، برای جلوگیری از شرکت در همایش قلعه بابک که هر سال برگزار می‌شود، دستگیر شد. او در اعتراض به دستگیری‌اش اعتصاب غذا کرد. در ۱۴ ژوئیه با وثیقه ۵۰۰ میلیون ریالی از زندان مرکزی تبریز آزاد شد. در ۱۶ سپتامبر ۲۰۱۸ به دادگاه انقلاب تبریز احضار شد. اما چون احضاریه به صورت پیامک ارسال شده بود و مهر رسمی نداشت، او این احضاریه را رد کرد و به دادگاه نرفت. سپس در ۳۱ دسامبر ۲۰۱۸ به عباس لسانی از سوی دادگاه انقلاب اردبیل پیامک ارسال شد که او به ۱۰ ماه حبس محکوم شده است.
در ژانویه ۲۰۱۹، او در اردبیل توسط نیروهای امنیتی دستگیر و به زندان تبریز منتقل شد. عباس لسانی علت دستگیری‌اش را این‌گونه توضیح داد:
دو اتهام وجود دارد. در مراسم خاکسپاری حسن دمیرچی که از بزرگ‌ترین‌های ماست، حضور داشتم. اطلاعات دستور داده بود که در مراسم خاکسپاری صحبت نکنم، اما مردم خواستند که سخنرانی کنم. من هم ۱۰-۱۲ دقیقه صحبت کردم. در سخنرانی‌ام هیچ چیز علیه رژیم نبود. فقط در مورد حسن آغا دمیرچی و آذربایجان صحبت کردم. اینجا چه چیزی علیه نظام است؟ اما اگر این‌طور فکر می‌کنند، اشکالی ندارد. من صحبت خواهم کرد. اتهام دوم مربوط به راهپیمایی سال گذشته به قلعه بابک است. در سخنرانی‌ام گفته بودم که ما باید قوی باشیم، با مردم در ارتباط باشیم و یکی از این مکان‌ها قلعه بابک است که در آن جمع شویم. این‌ سخنان را به عنوان دعوت به اعتراض تلقی کردند. حدود صد نفر از جمله من در آن زمان بازداشت شدند. با این حال، تجمع در قلعه بابک شکل گرفت . به عبارت دیگر، من به دلیل سخنرانی‌هایم در قلعه بابک و مراسم خاکسپاری دمیرچی به دعوت به تجمع متهم شده‌ام. این‌ها اتهامات جعلی است و با حقوق بشری سازگار نیست. هر سال راهپیمایی به قلعه بابک برگزار شده و خواهد شد. جلوگیری از آن ممکن نخواهد بود. همچنین در قانون اساسی نوشته شده که هر شهروند حق دارد گردهمایی و تجمع داشته باشد
پس از انتقال عباس لسانی به زندان تبریز در ۵ ژانویه، او اعتراض کرد که محاکمه‌اش بدون ارسال احضاریه رسمی به صورت غیابی انجام شده که این غیرقانونی است. دادگاه تبریز اعتراض عباس لسانی را پذیرفت و اجرای حکم را به طور موقت متوقف کرد. قاضی اهرابی حکم موقت آزادسازی عباس لسانی با وثیقه ۱۰۰ میلیون تومانی و برگزاری دوباره دادگاه در ۱۵ ژانویه را امضا کرد. در ۱۵ ژانویه، پس از پایان جلسه دادگاه، عباس لسانی توسط نیروهای امنیتی بازداشت شد. چند روز بعد، ۵ فعال دیگر نزدیک به او در دادگاه انقلاب اردبیل محاکمه شدند. رحیم غلامی، عسگر اکبرزاده، علی واثقی، مهدی هوشمند و سعید صادقی‌فر به "تشکیل تجمع غیرقانونی به قصد برهم زدن امنیت کشور" متهم شدند. سپس عباس لسانی که به زندان اردبیل منتقل شده بود، به نشانه اعتراض به دستگیری‌اش اعتصاب غذا کرد.
در ۲۱ فوریه ۲۰۱۹، به مناسبت روز جهانی زبان مادری، عباس لسانی که در زندان اردبیل به سر می‌برد، به همراه لطیف حسنی در زندان کرج، سیامک میرزایی و ابراهیم نوری در زندان اوین، و امیر ستاری در زندان تبریز، اعتصاب غذای ۵ روزه‌ای را آغاز کرد.آنها این اعتصاب غذا را به نشانه اعتراض به نبود آموزش به زبان ترکی آذربایجانی در ایران برگزار کردند.
در ۱۰ مارس ۲۰۱۹، عباس لسانی به دادگاه در اردبیل برده شد. وقتی او از زندان به دادگاه برده شد، از پوشیدن لباس زندان خودداری کرد و این را بی‌احترامی به کرامت انسانی خود دانست. به همین دلیل، مقامات او را با دستبند و پابند به دادگاه آوردند. عباس لسانی در دادگاه درخواست کرد که دفاعیاتش به زبان ترکی آذربایجانی انجام شود و به زبان مادری خود از خود دفاع کرد.
در ۱۳ آوریل ۲۰۱۹، دادگاه تجدیدنظر استان آذربایجان شرقی به شکایت عباس لسانی از حکم ۱۰ ماهه حبس دادگاه انقلاب تبریز که در فوریه صادر شده بود، رسیدگی کرد. به عباس لسانی اجازه حضور در دادگاه داده نشد. بعدا شعبه ۲۶ دادگاه تجدیدنظر حکم حبس صادر شده برای این فعال سیاسی را «مطابق شرع و موازین شرعی» صادر کرد .
در ۸ ژوئیه ۲۰۱۹، دادگاه انقلاب اردبیل عباس لسانی را به دلیل "تشویق مردم غرب آذربایجان به مسلح شدن"، "تشکیل گروه غیرقانونی" و "تبلیغ علیه نظام" به ۸ سال حبس  و ۲ سال تبعید به یزد همراه با خانواده‌اش محکوم کرد. عباس لسانی به این حکم اعتراض کرد و درخواست تجدیدنظر داد. در ۱۳ سپتامبر ۲۰۱۹، عباس لسانی به دادگاه تجدیدنظر احضار شد. دادگاه تجدیدنظر استان آذربایجان شرقی در ۱۶ سپتامبر به شکایت عباس لسانی رسیدگی کرد. عباس لسانی "بیانیه دفاعی" خود که به زبان ترکی آذربایجانی تهیه کرده بود، در جلسه دادگاه خواند. او گفت:
اگر عدالت و صداقت دارید، اگر خود را در اتهاماتی که میزنید و مواضعی که میگیرید، درست میدانید درها را باز کنید! دادگاه را علنی کنید تا ملت و همه دنیا خودشان تصمیم بگیرند!
در حکم اولیه، او از دو مورد اتهام تبرئه شد، اما بعداً همان دو اتهام دوباره به پرونده او افزوده شد و مدت حبس به ۱۵ سال افزایش یافت. برخی معتقدند که به دلیل دفاعیات عباس لسانی به زبان مادری، او به مجازات سنگین‌تری محکوم شده است. پس از افزایش مدت حبس، عباس لسانی به حکم دادگاه درخواست تجدیدنظر به دیوان عالی ایران ارائه داد. دیوان عالی ایران حکم ۱۵ سال حبس دادگاه اردبیل را تغییر نداد. در ۲۰ اکتبر ۲۰۲۰، وکیل عباس لسانی، محمدرضا فقیهی، دستگیر شد. فقیهی پس از دیدار با عباس لسانی در صبح روز مذکور، در دادسرای اردبیل بازداشت شد. محمدرضا فقیهی به جرم "افشای اسناد محرمانه قضایی" توسط شعبه ۱۰۲ دادگاه اردبیل به ۶ ماه حبس محکوم شد. در مارس ۲۰۲۰، محمدرضا فقیهی تبرئه شد. در ژوئیه ۲۰۲۰، دیوان عالی ایران درخواست فرجام‌خواهی عباس لسانی را رد کرد و حکم ۱۵ سال حبس دادگاه اردبیل را تأیید کرد. با وجود اینکه بسیاری از زندانیان به دلیل خطر شیوع ویروس کرونا به طور موقت آزاد شدند، عباس لسانی از این مجوز برخوردار نشد. حتی هنگام فوت برادرش، با وجود داشتن حق چند روز مرخصی برای شرکت در مراسم خاکسپاری و عزاداری، به او این اجازه داده نشد.
در ۲۷ سپتامبر ۲۰۲۰، پس از آغاز جنگ دوم قره‌باغ، ملاقات عباس لسانی با بستگان و تماس تلفنی با آنها ممنوع شد. سپس در ۱۳ نوامبر، این ممنوعیت دوباره برقرار شد. در ۲۰ نوامبر ۲۰۲۰، عباس لسانی که در بخش ۷ زندان اردبیل نگهداری می‌شد، در اعتراض به ممنوعیت‌های وضع شده، اعتصاب غذای نشسته ۵ ساعته‌ای را در دفتر نگهبان زندان برگزار کرد. گفته می‌شود که این ممنوعیت‌ها به پیشنهاد رئیس اداره اطلاعات استان اردبیل، مدیرکل دادگستری استان و دادستان اردبیل، ناصر عتباتی و سید عبدالله طباطبایی، اجرا شده است. پس از این اعتراض، به عباس لسانی اجازه ملاقات با بستگان داده شد، اما ممنوعیت تماس تلفنی برطرف نشد.

### پس از سال ۲۰۲۰
در ۱۳ ژانویه ۲۰۲۱1، یوسف کاری، فعالی که در زندان نگهداری می‌شد، به دلیل رفتار بد دستیار دادستان و انتقال از بخش خود به بخش قرنطینه، اعتصاب غذا را آغاز کرد. او این اقدام را به عنوان اعتراض به این شرایط انجام داد. به حمایت از او، از ۱۸ ژانویه، عباس لسانی که در زندان اردبیل بود نیز دست به اعتصاب غذا زد. بعداً برای حمایت از یوسف کاری، سیامک میرزایی که در زندان اوین بود و همچنین برادران علی و رضا واثقی که در زندان اردبیل نگهداری می‌شدند، نیز به اعتصاب غذا پیوستند. عباس لسانی از ۲۰ ژانویه اعتصاب خشک را آغاز کرد. یوسف کاری که از ۱۷ ژانویه اعتصاب خشک را آغاز کرده بود، در شب ۲۰ ژانویه پس از بازگشت به بخش خود از بخش قرنطینه، اعتصاب غذا را متوقف کرد. پس از آن، فعالان سیاسی که به حمایت از او اعتصاب کرده بودند نیز به اعتصاب خود پایان دادند.
در ماه مه ۲۰۲۱، در دوران زندان، یوسف کاری دچار درد شدید کمر و زانو شد. به دلیل بی‌اثر بودن داروها و درمان‌های ارائه‌شده توسط پزشکان زندان، در ۲۵ مه به بیمارستان منتقل شد، اما همان روز پس از معاینه دوباره به زندان بازگردانده شد.
در ۱۲ ژوئن ۲۰۲۱، او در اعتراض به فشارهایی که توسط مقامات زندان بر زندانیان اعمال می‌شد، دوباره اعتصاب غذا کرد. طبق قوانین ایران، بخش زندانیان سیاسی باید از سایر زندانیان جدا باشد، اما به دلیل اینکه دادگاه‌ها و زندان‌های ایران فعالان سیاسی و اجتماعی را به عنوان زندانیان امنیتی تلقی می‌کنند، این قانون را رعایت نمی‌کنند. بنابراین، این زندانیان را در کنار مجرمان خطرناک قرار داده و فشارهای روانی بر آنان افزایش می‌یابد. بعداً یوسف کاری نیز برای حمایت از عباس لسانی اعتصاب غذا کرد. از 13 ژوئن، هر دو اعتصاب غذای خشک را آغاز کردند. در ۱۳ ژوئن، برادران علی و رضا واثقی و مهرداد شیخی که در زندان اردبیل بودند نیز به اعتصاب غذا پیوستند. . پنج فعالی که در اعتصاب غذا بودند، به بخش قرنطینه زندان منتقل شدند و تماس تلفنی با خانواده‌هایشان نیز ممنوع شد. در ۱۴ ژوئن، برای حمایت از زندانیان اعتصاب‌کننده، فعالانی که در زندان اوین تهران بودند، یعنی سیامک میرزایی، کیانوش اصلانی و بهنام شیخی، نیز به اعتصاب غذا پیوستند. بعدها خالد پیرزاده، حسین هاشمی و محمد ترکمانی که در تهران زندانی بودند نیز به این اعتصاب پیوستند. در ۱۶ ژوئن، سیامک میرزایی، کیانوش اصلانی و توحید امیر امینی که در زندان اوین تهران به حمایت از اعتصاب غذا پیوسته بودند، به بازداشتگاه تحقیقات وزارت اطلاعات (بند 209) منتقل شده و به مدت ۳ ساعت بازجویی شدند. سپس، مدیریت زندان با خواسته‌های عباس لسانی موافقت کرد و زندانیانی که مرتکب جرایم سنگین و خطرناک شده بودند را از بخش هفتم که زندانیان سیاسی در آن نگهداری می‌شدند، خارج کرد. این فعالان نیز به اعتصاب غذای خود پایان دادند. برادران علی و رضا واثقی که به دلیل اعتصاب غذا به بخش قرنطینه منتقل شده بودند، در ۲۵ ژوئن به بخش‌های قبلی خود بازگردانده شدند.
در ۳۰ اوت ۲۰۲۱، یوسف کاری با وثیقه ۸۰۰ میلیون تومانی به مدت چهار روز برای درمان به مرخصی رفت. اما در ۳ سپتامبر ۲۰۲۱ دوباره به زندان بازگردانده شد.
در ۲۲ سپتامبر ۲۰۲۱، علیرضا فرشی اعلام کرد که به دلیل احکام ظالمانه و غیرعادلانه قاضیان در دادگاه‌های ایران و همچنین محرومیت ترک‌ها از آموزش به زبان مادری در مدارس، به مدت ۳ روز دست به اعتصاب غذا خواهد زد. پس از آن، عباس لسانی و ۷ زندانی دیگر نیز به حمایت از علیرضا فرشی به این اعتصاب پیوستند.
عباس لسانی که از نارسایی قلبی و فشار خون بالا رنج می‌برد، در ماه اکتبر ۲۰۲۱.  برای معاینه به کلینیکی خارج از زندان منتقل شد. سپس در ۴ نوامبر برای معاینه به پزشکی قانونی اردبیل منتقل شد. گزارش شد که به دلیل نتایج آزمایش‌های او و نیاز فوری به عمل دیسک کمر، تحت معاینه قرار گرفته است. در ۲۴ ژانویه ۲۰۲۲، او دوباره برای معاینه به پزشکی قانونی اردبیل برده شد. در گزارش کمیسیون پزشکی، ضرورت جراحی دیسک‌های بین مهره‌ای او مورد تأکید قرار گرفت. به همین دلیل، عباس لسانی از ۱۳ فوریه ۲۰۲۲ به مدت ۶ ماه برای درمان در خارج از زندان به مرخصی رفت. پس از مرخصی، فعالانی از شهرهایی چون تبریز، ارومیه، اردبیل، پارس‌آباد و مشگین‌شهر، در تاریخ‌های ۱۵، ۲۰ و ۲۵ فوریه به دیدار عباس لسانی در خانه‌اش رفتند. عباس لسانی در ۹ آوریل ۲۰۲۲ در بیمارستان ولیعصر تبریز تحت عمل جراحی دیسک کمر قرار گرفت. دومین عمل جراحی او در ۲۴ مه انجام شد. با وجود درخواست و نظر پزشک پزشکی قانونی، دادستان اردبیل با تمدید مرخصی پزشکی او موافقت نکرد و عباس لسانی در ۲۷ اوت به زندان اردبیل بازگردانده شد.
در ۲۱ فوریه ۲۰۲۳، پس از اعلام "عفو عمومی" توسط سیستم قضایی، از زندان اردبیل آزاد شد و بلافاصله به شهر یزد تبعید شد. اما او از حکم تبعید سرپیچی کرده و به شهر اردبیل بازگشت، جایی که دیگر فعالان از او استقبال کردند.

## فشارها علیه خانواده
در ۳۱ اکتبر ۲۰۰۶، پس از اینکه عباس لسانی دوباره دستگیر شد، همسرش رقیه لسانی در ارتباط با این حادثه به چندین سایت خبری مصاحبه داد. به دلیل انتشار خبر دستگیری همسرش و همچنین مصاحبه با چندین سایت خارجی در این باره، رقیه لسانی نیز تهدید به دستگیری شد.
در ماه مه ۲۰۰۷، خواهرزاده عباس لسانی، مهدی محمدپور، دستگیر شد.
در ۱۰ سپتامبر ۲۰۰۸، در ساعات شام، به مراسم افطاری که در خانه صیاد محمدیان برگزار شده بود، توسط نیروهای ویژه ایران حمله شد. بیش از 20 نفر که در آنجا مهمان بودند، از جمله اعضای خانواده عباس لسانی، همسرش رقیه لسانی و پسرانش آتیلا لسانی و اوقتای لسانی نیز دستگیر شدند. اعضای خانواده عباس لسانی پس از چند ساعت بازجویی آزاد شدند.
در ۹ سپتامبر ۲۰۱۱، پس از دستگیری عباس لسانی، در 13 سپتامبر، خواهرزاده او مهدی محمدپور نیز دستگیر شد.
در ماه فوریه ۲۰۱۶، همسر عباس لسانی، رقیه علیزاده، و دو پسرش به شعبه دوم دادگاه اردبیل احضار شدند. در نسخه‌ای از سند دادگاهی که به او ارسال شد، دلیل احضار او به دادگاه ذکر نشده بود، اما همسر زندانی تهدید شد که در صورت عدم حضور در دادگاه طی ۵ روز، تحت نظارت قرار خواهد گرفت. در ۲۳ فوریه ۲۰۱۶، همسر و دو پسر عباس لسانی در شعبه دوم دادگاه اردبیل مورد بازجویی قرار گرفتند. آن‌ها به نوبه خود از پاسخ به سوالات دادگاه که بی‌مورد بود خودداری کردند و از امضای اسناد دادگاه نیز امتناع ورزیدند.
در ۸ اکتبر ۲۰۲۰، خودرو متعلق به خانواده عباس لسانی توسط افراد ناشناس به آتش کشیده شد.
در نوامبر ۲۰۲۰، پسر عباس لسانی، اوقتای لسانی، به دلیل توزیع شیرینی به مناسبت آزادسازی شوشا در ۹ نوامبر، توسط اداره نظارت بر اماکن عمومی اردبیل به "نگرانی افکار عمومی" متهم شد و از ادامه کار در بازار اردبیل منع شد.

## اعتراضات به دستگیری

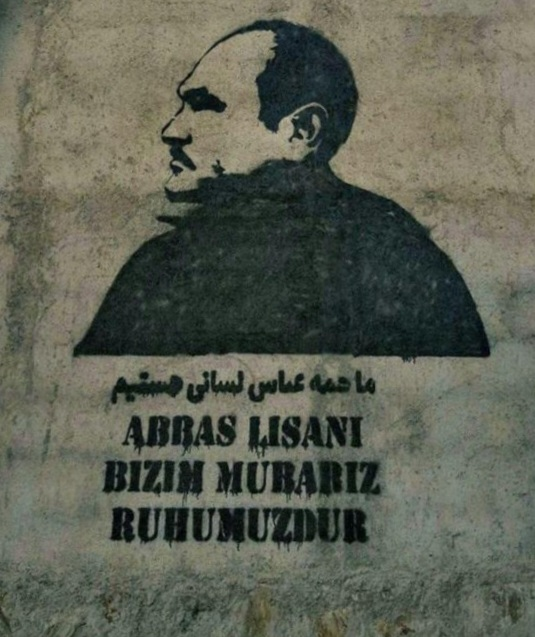
گرافیتی در اعتراض به دستگیری عباس لسانی با متن «ما همه عباس لسانی هستیم.»

در ژانویه ۲۰۰۷، کمیته حقوق جهانی آذربایجانی‌ها (DAHMK) با درخواست آزادی عباس لسانی به کمیساریای عالی حقوق بشر سازمان ملل متحد مراجعه کرد .
در ۱ فوریه ۲۰۰۷، سازمان عفو بین‌الملل عباس لسانی را به‌عنوان زندانی وجدان اعلام کرد. 
در همان روز، سخنگوی وزارت خارجه ایالات متحده، شان مک‌کورمک، بیان کرد که این وزارت از وضعیت عباس لسانی که در ایران زندانی است، نگران است و او در زندان تحت فشارهای فیزیکی قرار دارد . در ادامه بیانیه وزارت خارجه آمده است که رژیم ایران زبان آذربایجانی را در مدارس ممنوع کرده، فعالان آذربایجانی را تحت تعقیب قرار می‌دهد و افرادی مانند عباس لسانی که از حقوق فرهنگی و زبانی خود دفاع می‌کنند را به ناحق زندانی می‌کند.  در فوریه ۲۰۰۷، هولگر گوستافسون، عضو کمیسیون روابط خارجی پارلمان سوئد و نماینده حزب دموکرات مسیحی، با ارسال نامه‌ای به محمود احمدی‌نژاد، رئیس‌جمهور وقت ایران، خواستار آزادی عباس لسانی شد. در فوریه ۲۰۰۷، کارل شلیتر، عضو پارلمان اروپا، برای آزادی عباس لسانی به سید علی خامنه‌ای نامه نوشت. او در نامه خود به شرایط نگهداری، وضعیت سلامت و فشارهایی که به خانواده لسانی وارد می‌شود، اشاره کرد. در ۶ مارس ۲۰۰۷، وزارت خارجه ایالات متحده گزارش سالانه حقوق بشر برای سال ۲۰۰۶ را ارائه کرد که در آن نقض حقوق زبان مادری آذربایجانی‌ها، بازداشت‌های سیاسی و تعقیب فعالان سیاسی، از جمله دستگیری عباس لسانی، مورد اشاره قرار گرفته بود.
در مارس ۲۰۰۸، انجمن آذربایجانی‌های جنوبی مقابل ساختمان بی‌بی‌سی در لندن تظاهراتی برگزار کرد. شرکت‌کنندگان در این تظاهرات خواستار آزادی عباس لسانی شدند. آن‌ها پلاکاردهایی با عبارات «۳۰ میلیون تُرک آذربایجانی تحت سرکوب رژیم ایران هستند!»، «زبان تُرکی آذربایجانی باید در آذربایجان جنوبی زبان رسمی باشد!» و «شکنجه زندانیان وجدان را متوقف کنید!» در دست داشتند. در این تظاهرات که دو ساعت به طول انجامید، شرکت‌کنندگان اعلامیه‌هایی درباره دستگیری عباس لسانی و وضعیت آذربایجانی‌های جنوبی در ایران به زبان انگلیسی توزیع کردند .
در ۲۹ اوت ۲۰۱۵، در استادیوم تختی اردبیل، در جریان مسابقه فوتبال بین تیم‌های شهرداری اردبیل و گیتی‌پسند اصفهان، هواداران اردبیلی شعار «کشور ما آباد باشد، لسانی آزاد باشد» را سر دادند و آزادی عباس لسانی را خواستار شدند.
در ۱۰ سپتامبر ۲۰۱۵، مصطفی پروین، صالح پیچقانی، توحید امیر امینی، مرتضی پروین و میثم جولانی در استادیوم تختی اردبیل در جریان مسابقه فوتبال توسط نیروهای امنیتی ایران دستگیر شدند. دلیل این دستگیری، بالا بردن پلاکاردهایی با مضمون حمایت از عباس لسانی و دیگر زندانیان سیاسی و سر دادن شعارهای ملی‌گرایانه بود . هر یک از آن‌ها به سه ماه زندان و ۳۰ ضربه شلاق محکوم شدند. با وجود اینکه حکم شلاق باید در پایان دوره حبس اجرا می‌شد، این حکم در نخستین روزهای زندانی شدن آن‌ها به اجرا درآمد.  
در سال ۲۰۱۹، کتابی با عنوان «فریاد آزادی» توسط گروهی از حامیان عباس لسانی منتشر شد که شامل اشعار، مقالات، دفاعیات او در دادگاه و مصاحبه‌های او بود.  
در همان سال، عباس لسانی در اعتراض به دستگیری خود دست به اعتصاب غذا زد و فعالان کمپینی با عنوان «حمایت از عباس لسانی» راه‌اندازی کردند .  در ۴ فوریه ۲۰۱۹، قباد عباداوغلو، رئیس جنبش دموکراسی و رفاه آذربایجان، خواستار آزادی عباس لسانی شد و از همه دعوت کرد که از او حمایت کنند.  در ۵ فوریه، حزب مساوات خواستار آزادی بدون قید و شرط عباس لسانی و تمامی فعالان که در زندان‌های ایران نگهداری می‌شدند، شد و بیانیه‌ای در این باره منتشر کرد . علاوه بر بیانیه حزب، رئیس آن، عارف حاجیلو نیز سرکوب فعالان در ایران را محکوم کرد و خواستار آزادی عباس لسانی شد .  در ۷ فوریه، صابر رستم‌خانلو رئیس مشترک کنگره جهانی آذربایجانی‌ها، خواستار آزادی فوری عباس لسانی و دیگر افرادی که به‌ ناحق زندانی شده‌اند و تحقق خواسته‌های ملی، سیاسی و اقتصادی تُرک‌های آذربایجانی در ایران شد. در ۱۰ فوریه، فعالان حقوق بشری که از کمپین «حمایت از عباس لسانی» حمایت کرده بودند، مورد حمله نیروهای امنیتی قرار گرفتند؛ خانه‌های مرتضی پروین، مهدی دوستدار و رحیم نوروزی و محل کار علی واثقی و مظاهر معالی مورد تفتیش قرار گرفت.  
در ۱۰ ژوئیه ۲۰۱۹، سازمان جوانان ملی‌گرا در مقابل سفارت ایران در باکو تجمعی برگزار کرد تا از حقوق عباس لسانی و دیگر فعالان حمایت کند. شرکت‌کنندگان در این تجمع شعارهایی همچون «آزادی برای هم‌میهنان ما!»، «آذربایجان جنوبی ایران نیست!» و «آذربایجان یکی باشد، پایتختش تبریز باشد!» سر دادند و قطعنامه تجمع را مقابل سفارت قرائت کردند.  
در ۱۷ ژوئیه ۲۰۱۹، فعالان حزب مساوات تلاش کردند تا مقابل سفارت ایران تجمعی اعتراضی برگزار کنند. در قطعنامه این تجمع، از دولت ایران خواسته شد تا همکاری نظامی با ارمنستان را متوقف کرده و قرارداد تولید مشترک سلاح را لغو کند و عباس لسانی و دیگر فعالان را آزاد کند و به تبعیض‌های قومی پایان دهد.  
در مارس ۲۰۲۰، ۱۶۱ فعال، از جمله روزنامه‌نگاران، شاعران، محققان، نویسندگان و فعالان مدنی، نامه‌ای به ابراهیم رئیسی، رئیس قوه قضائیه ایران، نوشتند و به دلیل خطر ویروس کرونا خواستار آزادی زندانیان سیاسی شدند. در این درخواست نام ۲۸ زندانی سیاسی آذربایجانی از جمله عباس لسانی ذکر شده بود.  
در ژوئن ۲۰۲۰، گروه مدافع حقوق بشر «متحد برای ایران» که مقر آن در ایالات متحده است، کمپینی برای جمع‌آوری امضا جهت آزادی عباس لسانی راه‌اندازی کرد.
در دسامبر ۲۰۲۰، در شهر اردبیل، شعارهایی برای آزادی زندانیان سیاسی روی دیوارهای شهر نوشته شد. از جمله این شعارها: «هنوز خبری نداریم»، «زندانیان سیاسی ما را نجات دادند، مدت زیادی است که در قفس هستند، آن‌ها را فراموش نکنیم»، «زندانیان را به مرخصی بفرستید»، «دیدارها و تماس‌های تلفنی عباس لسانی همچنان ممنوع است»، و «سلامت زندانیان سیاسی ما خط قرمز ما است».
در مه ۲۰۲۱، شعارهایی در خیابان‌های اردبیل در حمایت از آزادی زندانیان سیاسی نوشته شد. از آنجا که در آن زمان انتخابات در ایران نزدیک بود، فعالان  شعارهایی مانند «ما به حق آزادی زندانیان سیاسی رأی می‌دهیم»، «ما به عباس لسانی رأی می‌دهیم» و «نماینده منتخب ملت آذربایجان در زندان است» بر دیوارها نوشتند.
در اوت ۲۰۲۱، جاوید رحمان، گزارشگر ویژه سازمان ملل در امور حقوق بشر در ایران، گزارش جدیدی درباره نقض حقوق بشر در ایران به مجمع عمومی سازمان ملل ارائه کرد. او در گزارش ۲۵ صفحه‌ای خود اشاره کرد که فعالان جامعه مدنی تُرک مانند عباس لسانی و علیرضا فرشی در ایران به دلیل دفاع از حقوق اقلیت‌ها هدف قرار گرفته‌اند و اطلاعاتی درباره اعتصاب غذای عباس لسانی و هفت فعال دیگر در ژوئن ۲۰۲۱ نیز ارائه داد. 